# جان ديداك
جان زيجمونت ديداك (بالبولندية: Jan Zygmunt Dydak)‏ (مواليد 14 يونيو 1968) هو ملاكم بولندي، مثّل بلاده في الألعاب الأولمبية الصيفية 1988 وحقق الميدالية البرونزية في فئة وزن الويلتر.

## روابط خارجية
جان ديداك على موقع اللجنة الأولمبية الدولية (الإنجليزية)
- جان ديداك على موقع أوليمبيديا (الإنجليزية)
- جان ديداك على موقع اللجنة الأولمبية البولندية (مؤرشف) (البولندية)